# Тайла Винн
Тайла Винн (англ. Tyla Wynn, настоящее имя Нэнси Ли Спенсер (англ. Nancy Leigh Spencer); род. 16 октября 1982 года, Лаббок, Техас, США) — американская порноактриса, лауреатка премии AVN Awards.

## Биография
Родилась 16 октября 1982а в г. Лаббок, Техас, США. Еще в детстве переехала в Ланкастер, штат Калифорния. Первая сцена, в которой Тайла снялась в порнофильме — сцена фут-фетиша с Дженнифер Лув.
Заявляет, что предпочитает анальный секс обычному, упоминая, что снялась «примерно в 230 сценах анального секса». Не может нормально испражняться, поэтому должна ежедневно стимулировать кишечник при помощи клизмы.
Комментируя награду AVN 2006 года, Винн сказала, что ей нелегко вспомнить сцену, за которую она получила награду, — она работала примерно в 150 фильмах в течение года.
Internet Adult Film Database (IAFD) перечисляет на сегодняшний день (по состоянию на январь 2020 года) 490 фильмов, в которых она играла.

## Премии
- 2005: AVN Award — Best All-Girl Sex Scene, Video, The Violation of Audrey Hollander (вместе с Одри Холландер, Эшли Блу и Келли Кляйн)[5]
- 2005: XRCO Award — лучшая лесбийская сцена, The Violation of Audrey Hollander [6]
- 2006: AVN Award — лучшая сцена триолизма[7]